# Akara żółta
Akara żółta (Aequidens metae) – gatunek słodkowodnej ryby z rodziny pielęgnicowatych (Cichlidae). Hodowana w akwariach.

## Występowanie
Dorzecze Orinoko (Kolumbia i Wenezuela).

## Opis
Osiąga przeciętnie 12–15 cm, maksymalnie 20 cm długości. Przebywa głównie w środkowej części zbiornika. Stosunkowo spokojna, jedynie w okresie tarła bywa agresywna. Dobór pary do rozrodu nie jest łatwy. W większych grupach pary do tarła dobierają się same. Samica składa 200–300 ziaren ikry na płaskim podłożu. Larwy wykluwają się po 2–3 dniach, a po kolejnych dwóch dniach młode ryby zaczynają pływać samodzielnie. Potomstwem opiekują się obydwoje rodzice.
| Zalecane warunki w akwarium | Zalecane warunki w akwarium |
| --------------------------- | --------------------------- |
| Zbiornik                    | średni                      |
| Temperatura wody            | 24 – 30 °C                  |
| Twardość wody               | 6 – 12°n                    |
| Skala pH                    | 4,8 – 6,0                   |
| Pokarm                      | żywy, mrożony i suchy       |